# ТЕС Ашугандж (United Power)
24°2′31″ пн. ш. 91°0′40″ сх. д. / 24.04194° пн. ш. 91.01111° сх. д.
ТЕС Ашугандж (United Power) – електрогенеруючий майданчик на північному сході Бангладеш, створений компанією United Power.
На початку 21 століття на тлі стрімко зростаючого попиту у Бангладеш почався розвиток генеруючих потужностей на основі двигунів внутрішнього згоряння, які могли бути швидко змонтовані. Зокрема, в 2015 році у Ашауганджі почала роботу станція компанії United Power загальною потужністю 195 МВт. Вона має 20 генераторних установок Wärtsilä 20V34SG, котрі через відповідну кількість котлів-утилізаторів від M. E. Energy живлять одну парову турбіну від індійської компанії Triveni Turbine потужністю 16 МВт.
Як паливо ТЕС споживає природний газ, котрий може надходити до Ашуганджу від розташованого за кілька кілометрів найбільшого родовища країни Тітас або з північного сходу країни по газотранспортному коридору Кайлаштіла – Ашугандж.
Для видачі продукції майданчик підключили до електропідстанції 230 кВ.
Можливо відзначити, що в Ашугандзі також працюють потужні електростанції компанії APSCL (ТЕС Ашугандж, ТЕС Ашугандж-Північ/Ашугандж-Південь) і менші генеруючі об’єкти компаній Midland Power та BPDB.